# Lyla Rocco
Maria Luisa Rocco, dite Lyla Rocco, née le 18 janvier 1933 à Trieste et morte le 17 janvier 2015 à Rome, est une actrice italienne.

## Biographie
Lyla Rocco débute au cinéma en 1951 en interprétant le rôle d'une infirmière dans Anna d'Alberto Lattuada. L'année suivante, elle participe au concours de beauté Miss Italie et est élue Miss Cinéma. Par la suite, elle obtient des rôles dans de nombreux films, jouant principalement dans des films de série B, dans des comédies ou des comédies musicales, cinq pour la seule année 1957. Sa performance la plus notable est peut-être son rôle de jeune fille snob et sophistiquée qui flirte avec espièglerie avec un Nino Manfredi maladroit dans le film Camping de Franco Zeffirelli.
Parmi les autres films dans lesquels elle a joué, on peut citer Mia nonna poliziotto (1958) de Steno, Simpatico mascalzone (it) (1959) de Mario Amendola et Caccia all'uomo (1961) de Riccardo Freda.
Lyla Rocco a également travaillé pour la télévision, en jouant dans des séries télévisées telles que Le avventure di Nicola Nickleby (1958), Una tragedia americana (1962) et La cittadella (1964).
Après son mariage avec l'acteur Alberto Lupo, en 1964, elle abandonne sa carrière artistique.

## Filmographie partielle

### Cinéma
- 1951 : Anna d'Alberto Lattuada
- 1952 : Histoires interdites (Tre storie proibite) d'Augusto Genina
- 1952 : La voce del sangue de Pino Mercanti
- 1952 : Ragazze da marito d'Eduardo De Filippo
- 1953 : La Dame sans camélia (La signora senza camelie) de Michelangelo Antonioni (non créditée)
- 1954 : Au soir de la vie (Prima di sera) de Piero Tellini
- 1954 : Voyage en Italie (Viaggio in Italia) de Roberto Rossellini (non créditée)
- 1954 : Bonnes à tuer (Quattro donne nella notte) d'Henri Decoin
- 1954 : Murió hace quince años de Rafael Gil
- 1954 : Alta costura (es) de Luis Marquina
- 1954 : Tripoli, bel suol d'amore de Ferruccio Cerio
- 1955 : Les Révoltés (ou Le Manteau rouge) (Il mantello rosso) de Giuseppe Maria Scotese
- 1955 : Motivo in maschera (it) de Stefano Canzio
- 1955 : Ça va barder (Silenzio… si spara!) de John Berry
- 1955 : Canzoni di tutta Italia (en) de Domenico Paolella
- 1955 : Les Anges aux mains noires (La ladra) de Mario Bonnard
- 1957 : Ciao, pais... (it) d'Osvaldo Langini
- 1957 : Le Feu aux poudres d'Henri Decoin
- 1957 : T'aimer est mon destin (Amarti è il mio destino) de Ferdinando Baldi
- 1957 : Ragazzi della marina (it) de Francesco De Robertis
- 1957 : Sait-on jamais... de Roger Vadim
- 1958 : Les Jeunes Maris (Giovani mariti) de Mauro Bolognini
- 1958 : Voyage de plaisir (Camping) de Franco Zeffirelli
- 1958 : Mia nonna poliziotto de Steno
- 1959 : Oh ! Qué mambo (Il giovane leone) de John Berry
- 1959 : Simpatico mascalzone (it) de Mario Amendola
- 1960 : Des filles pour un vampire (L'ultima preda del vampiro) de Piero Regnoli
- 1961 : Chasse à la drogue (Caccia all'uomo) de Riccardo Freda

### Télévision
- 1958 : Le avventure di Nicola Nickleby (série télévisée)
- 1959 : Giallo club - Invito al poliziesco (it), épisode Buio alle otto
- 1961 : L'adorabile Giulio (it)
- 1962 : Una tragedia americana (it)
- 1963 : La bella addormentata (it)
- 1964 : La cittadella (it)